# Lahiri Mahasaya
Shyama Charan Lahiri, được biết đến nhiều nhất với tên Lahiri Mahasaya (30 tháng 9 năm 1828 - 26 tháng 9 năm 1895), là một yogi người Ấn Độ và là đệ tử của Mahavatar Babaji. Ông tiếp nhận môn khoa học Kriya Yoga từ Mahavatar Babaji vào năm 1861. Lahiri Mahasaya cũng là guru của Sri Yukteswar Giri. Mahasaya trong Sanskrit nghĩa là 'linh hồn vĩ đại'.
Ông khác thường so với các thánh nhân Ấn Độ khác là vì ông là một người tu tại gia — cưới vợ, chăm sóc gia đình, và làm việc như là một kế toán cho Bộ Kỹ thuật Quân sự của nhà nước Anh. Lahiri sống với gia đình ông ở Varanasi chứ không sống trong đền thờ hay tu viện. Ông có một danh tiếng đáng kể trong những nhà tu hành theo Ấn Độ giáo vào thế kỉ 19.
Ông trở nên nổi tiếng ở phương Tây thông qua Paramahansa Yogananda, một đệ tử của Sri Yukteswar Giri, và thông qua cuốn sách Autobiography of a Yogi (Tự truyện của một nhà Yogi) của Yogananda. Yogananda viết rằng Lahiri được chọn bởi Mahavatar Babaji để giới thiệu lại cách thực hành Kriya Yoga đã thất truyền ra thế giới bên ngoài. Các đồ đệ của Lahiri bao gồm cả cha mẹ của Yogananda cũng như guru của Yogananda. Lahiri Mahasaya đã từng tiên tri rằng đứa bé Yogananda sẽ trở thành một yogi, và "mang theo nhiều linh hồn về vương quốc của Thượng Đế".

## Tiểu sử

### Đầu đời
Lahiri được sinh ra trong một gia đình Brahmin ở quận Nadia của xứ Bengal. Ông là con trai út của Muktakashi, vợ của Gaur Mohan Lahiri. Mẹ ông qua đời khi ông còn thơ bé— rất ít được biết về bà, ngoại trừ bà là tín đồ của Thần Shiva. Vào tuổi lên ba hay lên bốn, ông thường ngồi trong tư thế thiền định, cả cơ thể chôn vùi trong cát tới cổ. Khi Lahiri lên năm tuổi, ngôi nhà tổ tiên để lại của ông bị phá hủy trong một trận lụt, do đó gia đình di chuyển về Varanasi, nơi ông trải qua gần như là hết cả cuộc đời.
Khi còn bé, ông học tiếng Urdu và Hindi, dần chuyển sang học tiếng Bengali, Sanskrit, Ba Tư, và tiếng Anh tại Cao đẳng nhà nước (Government Sanskrit College), cùng với học kinh Veda. Đọc kinh Veda, tắm trong dòng sông Hằng, và thờ cúng là một phần của các thủ tục thường ngày của ông.
Năm 1846, ông cưới bà Srimati Kashi Moni. Họ có hai người con trai, Tincouri và Ducouri. Ông làm việc như là kế toán của Bộ Kỹ thuật Quân sự của nhà nước Anh, công việc làm ông đi khắp Ấn Độ. Sau khi cha ông qua đời, ông đóng vai trò nuôi cả gia đình ở Varanasi.

### Thầy dạy Kriya Yoga
Vào năm 1861, Lahiri được thuyên chuyển tới Ranikhet, dưới chân của dãy Himalaya. Một ngày kia, khi đang đi bộ dưới chân núi, ông nghe có tiếng gọi tên ông. Sau khi leo lên cao, ông gặp Guru của ông là Mahavatar Babaji, người đã khai tâm cho ông vào các kỹ thuật của Kriya Yoga. Babaji nói với Lahiri rằng phần còn lại của đời ông sẽ dành cho việc quảng bá kỹ thuật Kriya.
Không lâu sau, Lahiri quay về Varanasi, nơi ông bắt đầu khai ngộ cho những người thành tâm muốn vào con đường của Kriya Yoga. Trải qua thời gian, càng ngày càng nhiều người đổ về để nhận lấy những lời dạy Kriya từ Lahiri. Ông tổ chức nhiều nhóm học và thường xuyên đưa ra các bài giảng về Bhagavad Gita. Ông khai ngộ Kriya cho người với các niềm tin khác nhau, kể cả Ấn Độ giáo, Hồi giáo, và Thiên chúa giáo, trong một thời điểm mâu thuẫn giai cấp là rất lớn. Ông khuyến khích học trò cứ vẫn giữ đạo và niềm tin riêng của họ, chỉ thêm các kỹ thuật Kriya vào những gì họ đang thực tập.
Ông tiếp tục cả hai vai trò như là kế toán và là người nuôi sống gia đình, và là thầy dạy Kriya Yoga, cho đến năm 1886, khi ông có khả năng về hưu với một khoản trợ cấp nhỏ. Các nhiều người tới viếng thăm vào thời gian này. Ông ít khi rời khỏi phòng, luôn sẵn sàng với những người muốn nhận darshan. Ông thường ở trong trạng thái ngưng thở, nhập vào samadhi.
Trải qua nhiều năm ông đã khai tâm cho những người làm vườn, đưa thư, những người muốn tu tại gia, những người thuộc tầng lớp thấp hơn, người theo Thiên chúa giáo, và Hồi giáo. Vào thời điểm đó, một Brahmin không được khuyến khích là giao thiệp với các tầng lớp khác.
Một số đồ đệ có tiếng của ông là Sri Panchanon Bhattacharya, Swami Sri Yukteswar Giri, Swami Pranabananda, Swami Keshabananda, Sri Bhupendranath Sanyal, và cha mẹ của Paramahansa Yogananda. Những người khác được khai tâm vào Kriya Yoga bởi Lahiri bao gồm Swami Vhaskarananda Saraswati xứ Benares, Balananda Brahmachari xứ Deogarh, Maharaja Iswari Narayan Sinha Bahadur xứ Benares và con ông ta. Có người dự đoán rằng Lahiri cũng đã khai tâm Sai Baba xứ Shirdi vào Kriya Yoga, dựa vào một đoạn trong nhật ký của Lahiri.
Ông cho phép một đồ đệ của mình, Panchanon Bhattacharya, lập ra một viện ở Kolkata để quảng bá những lời dạy của Kriya Yoga. Trung tâm Arya Mission Institution xuất bản những bài bình giảng của Lahiri về Bhagavad Gita, cùng với những cuốn sách về tâm linh khác, bao gồm một bản dịch ra Bengali cuốn Gita. Lahiri cũng cho in hàng ngàn cuốn sách nhỏ với các trích đoạn trong Gita, bằng tiếng Bengali và Hindi, và phát không.
Vào năm 1895 ông bắt đầu tụ tập các đệ tử, nói với một số trong họ rằng ông sắp rời thân xác của mình. Chỉ vài giây phút trước khi qua đời, ông chỉ nói đơn giản, "Ta đi về nhà đây. Bình an; ta sẽ sống trở lại" ("I am going home. Be comforted; I shall rise again.") Sau đó ông xoay người ba lần, hướng mặt về phương bắc, và rời khỏi thân xác một cách có ý thức, đi vào mahasamadhi. Lahiri Mahasaya qua đời vào 26 tháng 9 năm 1895.

## Giảng dạy

### Kriya Yoga
Thực hành chính về tâm linh mà ông dạy cho đồ đệ của mình là Kriya Yoga, một chuỗi các động tác pranayama hướng vào trong để nhanh chóng làm tăng sự phát triển tâm linh của người thực hành. Ông dạy kỹ thuật này cho tất cả những người thành tâm muốn tìm hiểu, không kể đến tôn giáo của họ. Để trả lời nhiều loại vấn đề mà đệ tử mang lại hỏi ông, lời khuyên của ông gần như là như nhau— thực tập thêm Kriya Yoga.
Nói về Kriya Yoga, ông nói:

Luôn nhớ rằng bạn không thuộc về ai, và không ai thuộc về bạn cả. Hãy nghĩ rằng một ngày nào đó bạn sẽ đột nhiên phải rời tất cả những thứ trong thế giới này - do đó hãy làm quen với Thượng Đế ngay bây giờ. Hãy chuẩn bị cho chuyến du hành đến cõi chết bằng cách hàng ngày đi trên quả khinh khí cầu mang nhận thức về Thượng Đế. Thông qua ảo ảnh bạn đang tự cảm nhận mình như là khối xương và thịt, mà không hơn không kém chỉ là tổ của mọi thứ phiền não. Hãy thiền định không nghỉ, để bạn có thể nhìn thấy Cõi Vô Cùng, giải thoát khỏi mọi dạng đau khổ. Hãy từ bỏ việc là tù nhân của thân xác; sử dụng chìa khóa bí ẩn của Kriya, học cách thoát vào Thánh thần.

Ông dạy rằng thực tập Kriya sẽ cho phép nhà yogi những kinh nghiệm trực tiếp của sự thật, không giống như những tranh cãi mang tính lý thuyết của các bộ kinh điển, và:
Giải quyết tất cả những vấn đề của bạn thông qua việc thiền định. Đổi lấy những phỏng đoán không lợi lộc gì về tôn giáo bằng những liên lạc với Thượng Đế thật sự. Hãy thanh lọc đầu óc của bạn với những mảnh vỡ của các loại học thuyết tôn giáo; hãy để chảy vào dòng nước tươi mát của sự cảm nhận trực tiếp. Hãy hướng lòng bạn vào những lời dẫn dắt từ bên trong; Tiếng nói của sự Linh thiêng có câu trả lời cho mọi vấn đề của cuộc đời. Mặc dù khả năng để đi vào các việc rắc rối của con người dường như là vô hạn, Cõi vô cùng cũng có không kém câu trả lời.

### Các lời dạy khác
Lahiri dạy rằng nếu một người kiếm sống thành thực và thực hành sự chân thật, thì không cần phải thay đổi đáng kể đời sống bên ngoài để nhận ra sự hiện diện của God. Nếu một đồ đệ không để ý đến trách nhiệm đời thường, ông sẽ nhắc nhở người đó. Rất hiếm khi nào ông khuyên trở thành sannyas, nghĩa là từ bỏ thế giới hoàn toàn để trở thành một swami. Thay vào đó, ông khuyên tất cả các đồ đệ nên lập gia đình cùng với thực hành Kriya Yoga.
Nhìn chung ông tránh các tôn giáo có tổ chức. Tuy nhiên, điều này không phải là hoàn toàn máy móc, vì ông cho phép ít nhất một đồ đệ, Panchanon Bhattacharya, mở ra viện "Arya Mission Institution" ở Kolkata để phổ biến các lời dạy Kriya. Các đồ đệ khác của Lahiri cũng bắt đầu các tổ chức để truyền bá Kriya Yoga, bao gồm Swami Sri Yukteswar Giri với Satsanga Sabha của ông. Nhìn chung, ông thích Kriya được lan truyền một cách tự nhiên.
Lahiri thường dạy các sự thông thái từ Bhagavad Gita. Các buổi học Gita thường xuyên của ông, gọi là Gita Sabha, đã thu hút nhiều đồ đệ. Ông yêu cầu một vài đồ đệ thân cận viết các lời diễn dịch Gita của họ bằng cách hòa cùng nhịp với nhận thức của ông. Lahiri dạy một quan điểm độc đáo về Gita — rằng chiến trường Kurukshetra thật sự là một chiến trường về tâm lý, và các nhân vật khác nhau trong trận chiến đó thực ra là các xu hướng tâm lý khác nhau bên trong nhà yogi đang tự tranh đấu bản thân. Cách hiểu này sau này trở thành nền tảng của các diễn dịch Gita của Paramahansa Yogananda. Ông cũng dạy rằng các câu chuyện sử thi của Mahabharata đã cho thấy sự hạ xuống vào thế giới vật chất của linh hồn, và điều khó khăn của nó là tìm cách quay trở lại thế giới tâm linh.